# بيك كيلي
بيك كيلي (بالإنجليزية: Peck Kelley)‏ هو عازف جاز وعازف بيانو أمريكي، ولد في 22 أكتوبر 1898 في هيوستن في الولايات المتحدة، وتوفي بنفس المكان في 26 ديسمبر 1980.

## وصلات خارجية
- بيك كيلي على موقع ميوزك برينز (الإنجليزية)
- بيك كيلي على موقع أول ميوزيك (الإنجليزية)
- بيك كيلي على موقع ديسكوغز (الإنجليزية)